# 五色旗
五色旗（ごしき、ごしょき）は、五色で構成された旗のこと。特に中華民国（北京政府）が国旗として使用していた旗を指すこともある。

## 五色旗の一覧

国際仏旗 （通称：新仏旗・六色仏旗）
仏旗 （通称：旧仏旗）
アンティグア・バーブーダの国旗
セントクリストファー・ネイビスの国旗
中央アフリカ共和国の国旗
セーシェルの国旗
コモロの国旗
ナミビアの国旗
ジンバブエの国旗
?ジンバブエ・ローデシアの国旗（1979年から1980年まで）
モザンビークの国旗（現在）
エスワティニの国旗
ガイアナの国旗
ドミニカ国の国旗
?ドゥルーズ派の五色旗（1924年から1936年まで）
?ドゥルーズ派の五色旗（1921年から1936年まで）
ドゥルーズ派の五色旗（現在）
?中華民国の国旗（1912から1928年まで）
?中華帝国の国旗（1915から1916年まで）
?中華帝国の国旗（別の仕様、1915から1916年まで）